# 빔버타이징
빔버타이징(Beamvertising)은 빛을 뜻하는 '빔(beam)'과 광고를 뜻하는 '애드버타이징(advertising)'을 합쳐 놓은 신조어로, 유동인구가 많은 지역에 대형 빔 프로젝터를 설치하고 건물 외벽에 영상을 쏘아 광고를 하는 새로운 광고기법이다.